# Serieåret 1990

## Händelser

### Januari
- Januari - Assar av Ulf Lundkvist gör debut i Dagens Nyheter.

### Mars
- Mars - Serieadaptionen av första Turtles-långfilmen publiceras i USA.[1]

### Augusti
- Augusti - I Sverige startas "Nintendo-Magasinet", koncentrerad till Nintendospel och relaterade serier.[2]

### December
- 10 december - Turtles blir dagspresserie.

### Okänt datum
- I Sverige introduceras Turtlestidningen Teenage Mutant Hero Turtles, med material från amerikanska TMNT Adventures samt miniserier, ofta gjorda i Storbritannien.[3]
- I Sverige börjar serien Eva & Adam, gjord av Måns Gahrton och Johan Unenge, publiceras i Kamratposten.
- Rune Andréasson pensionerar sig och låter från och med nummer 8/1990 andra ta över tidningen Bamse. Han fortsätter dock att teckna omslagssidor till 1992.

## Pristagare
- 91:an-stipendiet: Janne Lundström
- Adamsonstatyetten: Frank Miller, Leif Zetterling
- Galagos Fula Hund: Lena Ackebo
- Guld-Adamson: Carl Barks
- Urhunden för svenskt album: "Arne Anka" av Charlie Christensen
- Urhunden för översatt album: "Blues i Brallan" av Baru (Frankrike)

## Utgivning
- I Sverige ges Klas Katt går vilse ut.
- Serietidningen Samurai 1-12/1990, innehållande serierna Ensamvargen, Kamui och pseudomangan Usagi Yojimbo.

### Album
- Mozarts marionetter (Agent Annorlunda) - Måns Gahrton och Johan Unenge[4]
- Fyra Turtlesalbum utges i Sverige, Äventyr i havet, Sarnaths öga, Den magiska kristallen och Shredders återkomst.[5]

### Fotnoter
1. ↑  ”Unofficial TMNT Comic Checklist”. Januari 2011. Arkiverad från originalet den 6 oktober 2011. https://web.archive.org/web/20111006033652/http://mutantooze.org/tmntdb/comics/TMNT%202011%20Comic%20Checklist.pdf. Läst 18 mars 2012.
2. ↑  Seriesamlarna
3. ↑  Swecomics
4. ↑  ”Seriesamlarna”. http://www.seriesam.com/cgi-bin/guide?s=ETT+FALL+F%D6R+AGENT+ANNORLUNDA+(1986). Läst 12 mars 2011.
5. ↑  ”Seriesamlarna”. http://www.seriesam.com/cgi-bin/guide?s=TEENAGE+MUTANT+HERO+TURTLES+ALBUM+(1990). Läst 11 mars 2011.